# Straßenbahn Flensburg
Die Straßenbahn Flensburg war der schienengebundene öffentliche Nahverkehr der Stadt Flensburg und existierte von 1881 bis 1973. Der Straßenbahnbetrieb wurde von der Stadt als Städtische Straßenbahn Flensburg betrieben, nach dem Zweiten Weltkrieg durch die Stadtwerke Flensburg – Verkehrsbetriebe.

## Geschichte

### Anfänge als Pferdebahn
1881 baute das Berliner Unternehmen Reymer & Masch eine normalspurige Pferdestraßenbahn durch den Flensburger Hauptstraßenzug von der Apenrader zur Angelburger Straße. Ab 1889 arbeitete der Betrieb rentabel. Zunächst vom zeitweiligen Reichstagsabgeordneten Gustav Johannsen geführt, erlebte sie vor allem unter der Ägide von Kleinbahn-Pionier Emil Hironymus Kuhrt in der stetig wachsenden Stadt einen Aufschwung. 1906 endete die 25-jährige Konzession, die von der Stadt nicht erneuert wurde.

### Aufbau und Ausbau der elektrischen Straßenbahn
Die Stadt baute in Eigenregie einen elektrischen Betrieb in der nach wie vor wachsenden Stadt auf. Die erste meterspurige und zweigleisige Straßenbahnstrecke folgte der alten Pferdebahntrasse zwischen Apenrader Straße und Hafermarkt, hier wurde am 6. Juli 1907 der Betrieb aufgenommen. 1911/12 folgten die Linien 2 und 3. Erstere verband die Marienhölzung mit dem Kreisbahnhof und kreuzte die Stammstrecke in der Rathausstraße. Letztere benutzte die Strecke der Linie 1 mit und führte in Richtung Nordosten bis zur neuen Marineschule Mürwik. Gleichzeitig wurden die Linien 1 und 3 in der Apenrader Straße bis zur Glashütte verlängert. 1925 wurde die Linie 4 nach Glücksburg eingerichtet, die zum großen Teil auf der Trasse der Kreisbahn verkehrte und damit den Charakter einer Überlandstraßenbahn annahm. 1927 wurde das südliche Ende der Linie 1 zum neuen Bahnhof verlegt. Im Norden fuhren die Linien 1 und 3 über die Glashütte hinaus zum Ostseebadweg. Damit war das Netz 18 Kilometer lang und bestand aus vier Linien.

### Niedergang in der Zeit des Nationalsozialismus und Nachkriegszeit
Die zunächst gut gestartete Linie 4 erlebte nach der Weltwirtschaftskrise 1929 einen deutlichen Rückgang der Fahrgastzahlen und wurde schon 1934 wieder eingestellt. Der Verkehr nach Glücksburg wurde weiterhin von der Kreisbahn sowie durch die Fördeschifffahrt gewährleistet. Mitten im Zweiten Weltkrieg folgte die Umstellung der Linie 2 auf Oberleitungsbusbetrieb (O-Bus). Da die Luftangriffe auf Flensburg wenig erfolgreich waren, erlitt die Straßenbahn nur verhältnismäßig geringe Schäden. Dennoch wurden beim Luftangriff vom 19. Mai 1943 mehrere im Straßenbahndepot befindliche Straßenbahnwagen beschädigt und beim Luftangriff vom 2./3. Mai 1945 gingen vier Sprengbomben auf die Straßenbahn bei der Endhaltestelle bei Mürwik nieder. Sieben Menschen starben.

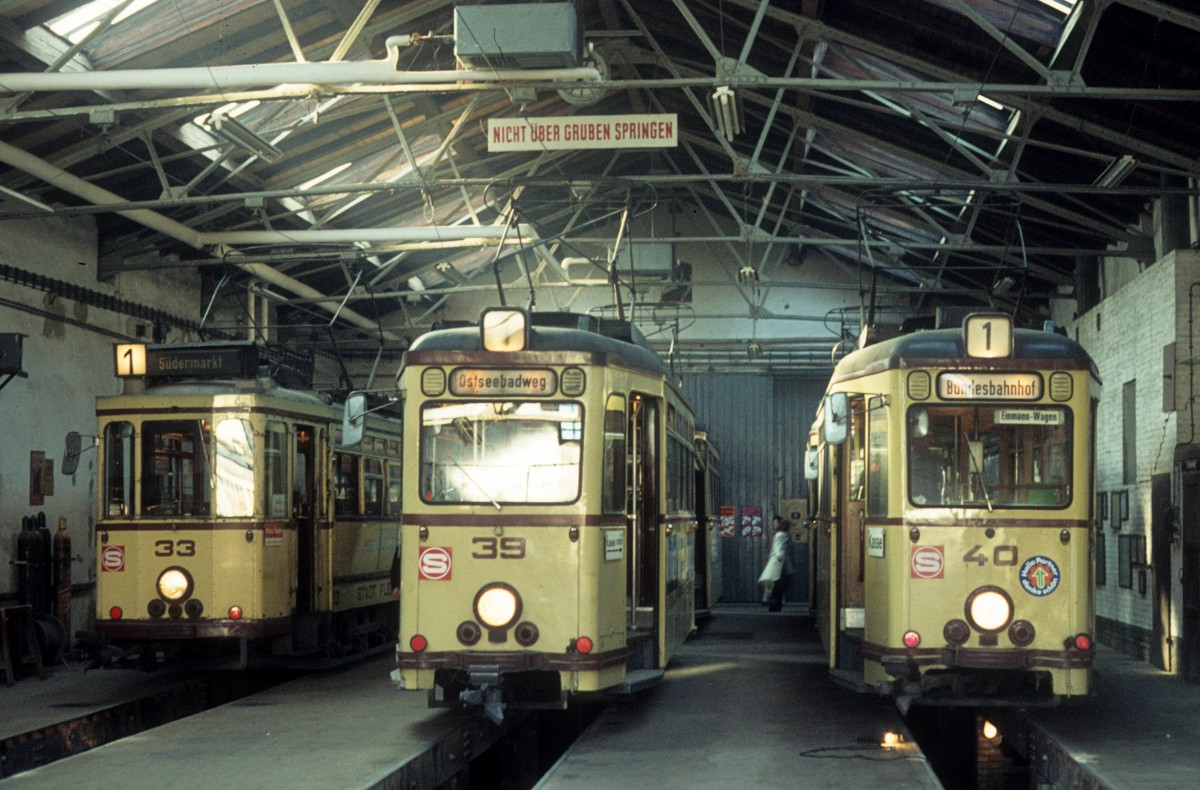
Das Straßenbahndepot in der Apenrader Straße (8. Oktober 1972)

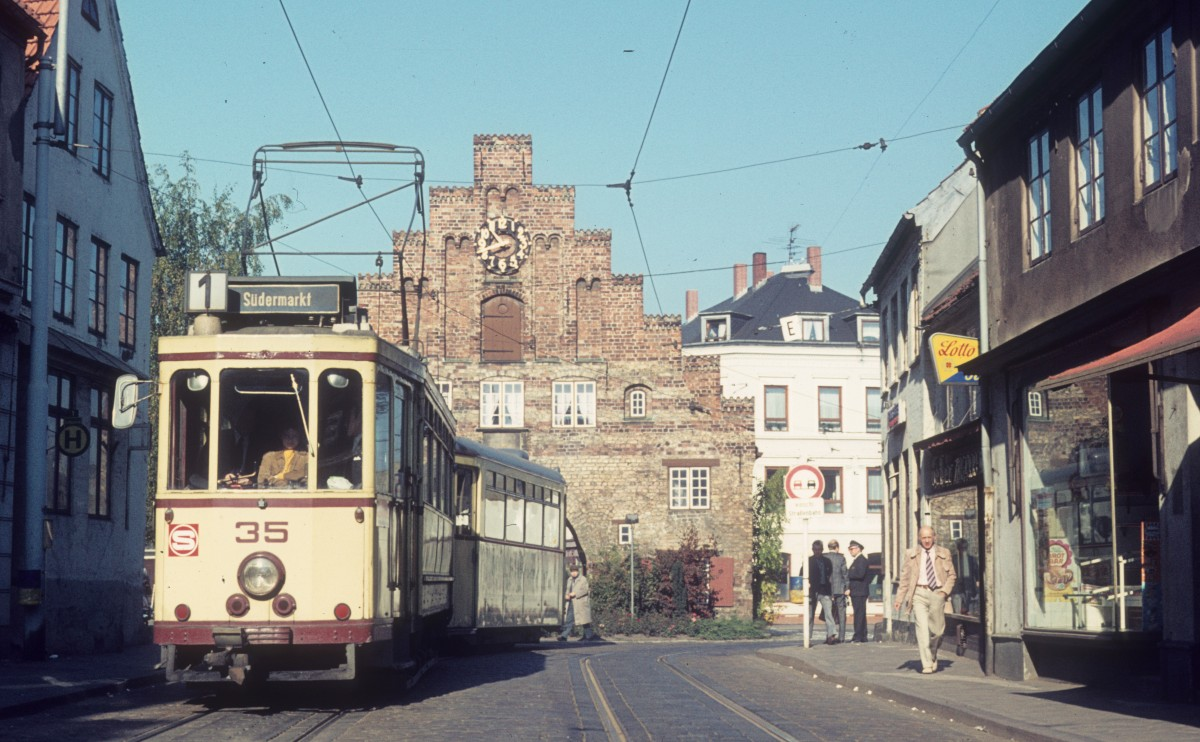
Die Linie 1 der Flensburger Straßenbahn im Betrieb vor dem Nordertor, Richtung Südermarkt

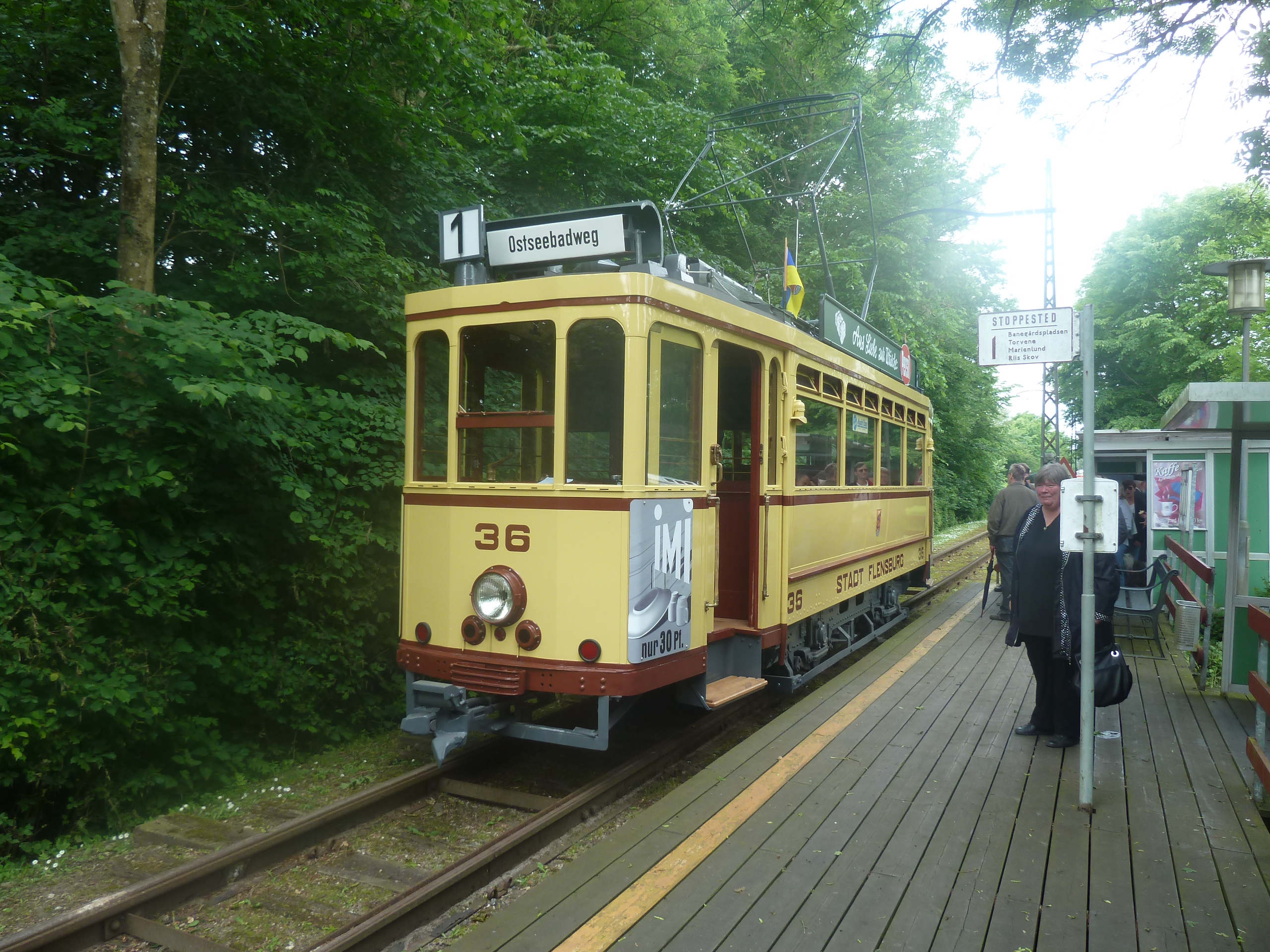
Wagen 36 der Flensburger Straßenbahn im Museum Skjoldenæsholm (2012)

In den frühen 1950er Jahren wurde der Wagenpark mit sieben Triebwagen und acht Beiwagen vom Verbandstyp erneuert. Der Beschluss, die neuen Wohngebiete im Osten nicht mit der Straßenbahn zu erschließen und die Linie 3 entlang der Mürwiker Straße nicht zu modernisieren, musste zwangsläufig zum baldigen Ende der Straßenbahn führen. 1957 erfolgte die Einstellung der Linie 3, die ebenso wie der O-Bus auf Linie 2 durch Dieselbusse ersetzt wurde. Dennoch blieb die 4,2 Kilometer lange Linie 1 vom Ostseebad zum Bahnhof das Rückgrat des Flensburger Nahverkehrs und wurde weitgehend im Fünf-Minuten-Takt bedient. Im Juni 1973 wurde jedoch auch sie durch eine Dieselbuslinie ersetzt und die Strecke bald abgebaut, als die Stadtwerke Flensburg das Fernwärmenetz in der Hauptverkehrsachse (Große Straße, Holm) ausbauten. Seitdem ist diese größtenteils Fußgängerzone.
Die Erinnerungen an die Flensburger Straßenbahn blieben noch lange in der Bevölkerung lebendig. In einem alten Rätselreim zum Nordertor wird noch erwähnt, dass die Straßenbahn ums Gebäude herumfuhr. Ein Oberleitungsmast blieb bis 2013 in der Bismarckstraße stehen. In den 1990er Jahren wurde in der Hansens Brauerei einer der Wagen als Sitzmöglichkeit für die zu bewirtenden Gäste genutzt. Im Carlisle-Park beim Bahnhof Flensburg sowie bei der Apenrader Straße, wo sich das Straßenbahndepot befand, das heutzutage als Busdepot verwendet wird, ist jeweils ein Denkmal zur Erinnerung an die Flensburger Straßenbahn vorhanden. Beim Denkmal am Carlisle-Park ist jedoch kein Hinweis vorhanden, um was es sich bei dem Schienenstück mit Achse handelt.
Im Stadtteil Mürwik, an der stark frequentierten Mürwiker Straße, befindet sich an einem Haus eine Wandmalerei mit der Straßenbahn.

Erinnerungsorte an die Straßenbahn in Flensburg
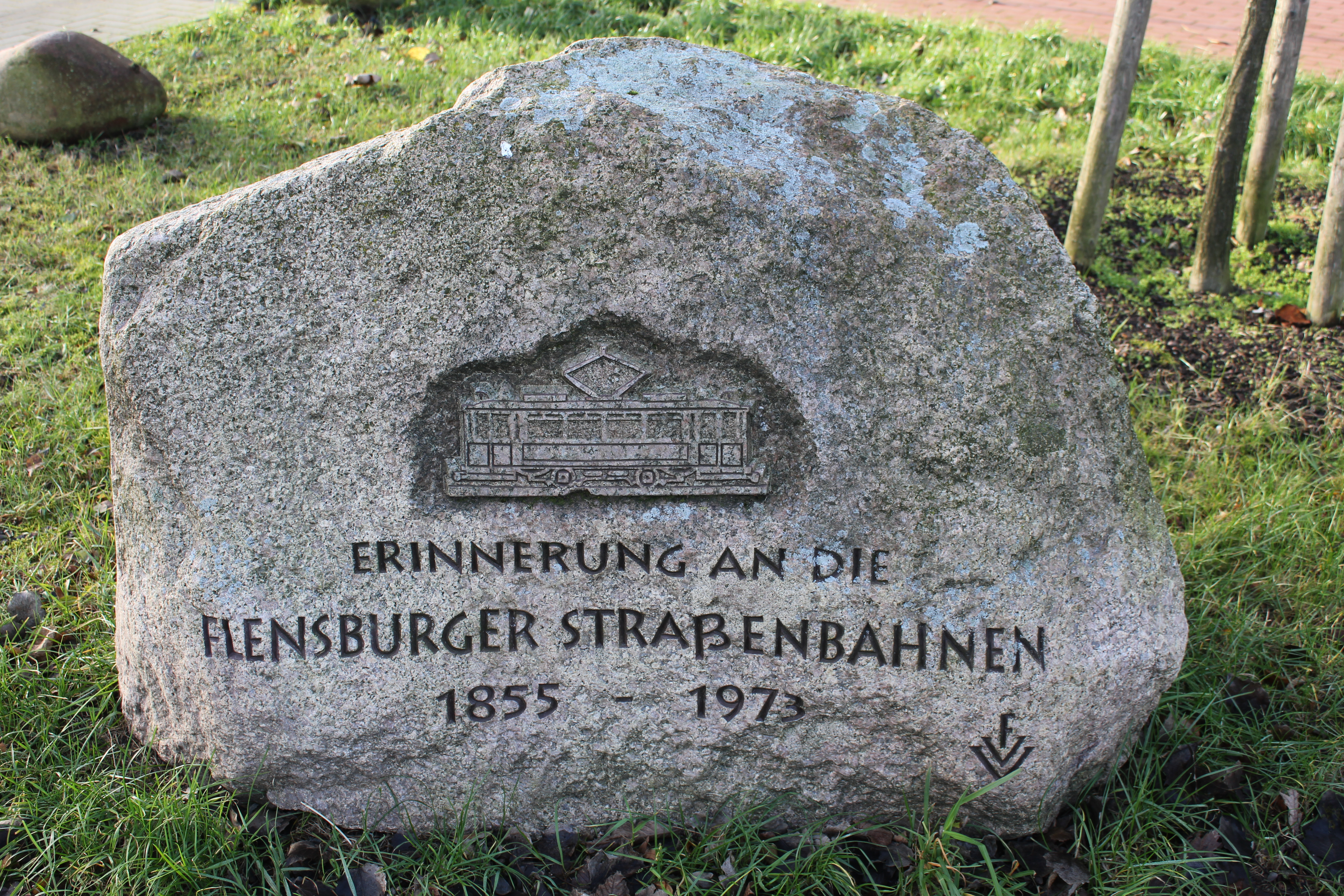
Erinnerungsstein an die Flensburger Straßenbahn bei der Apenrader Straße
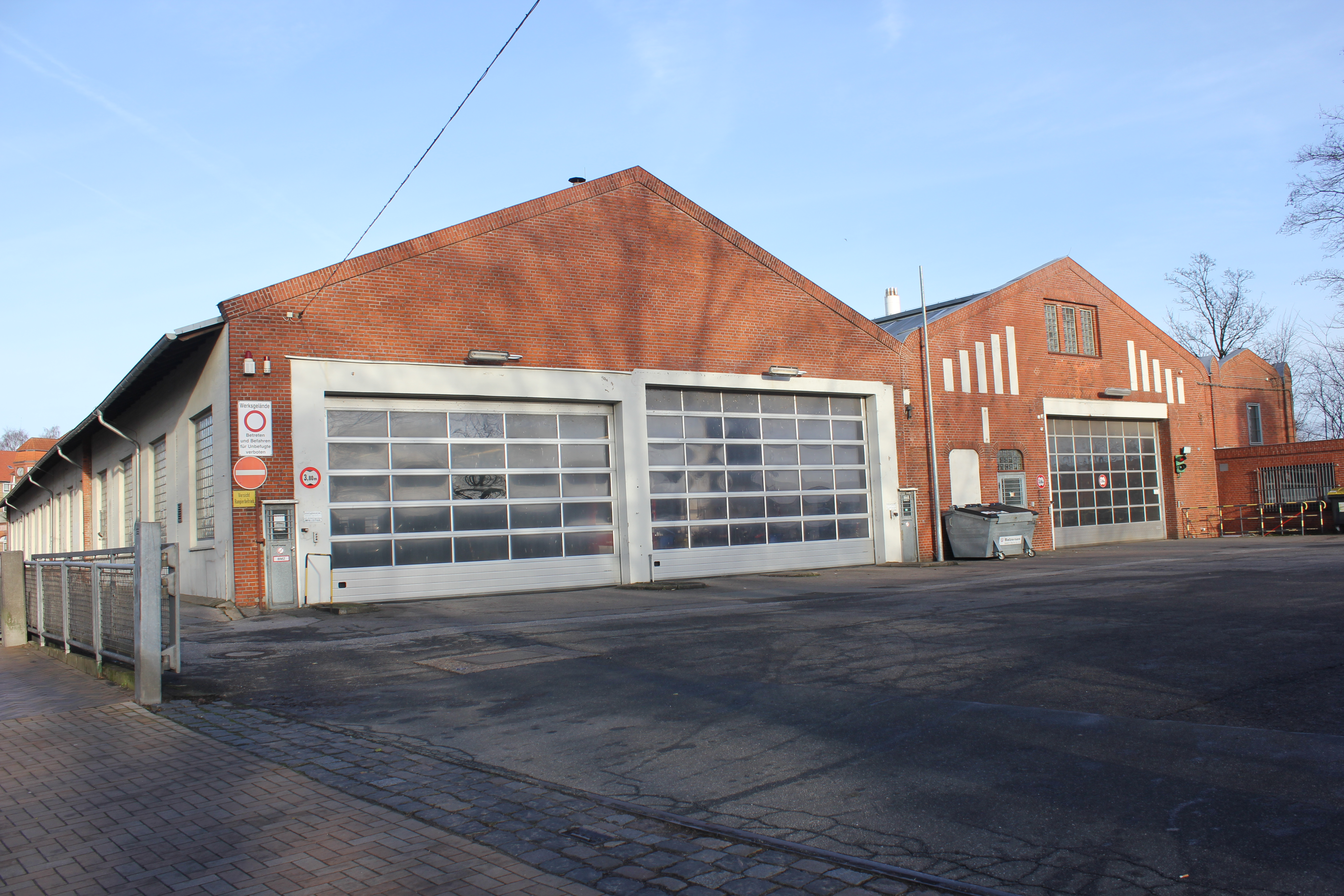
Das Busdepot der Aktivbus Flensburg diente ursprünglich als Straßenbahndepot
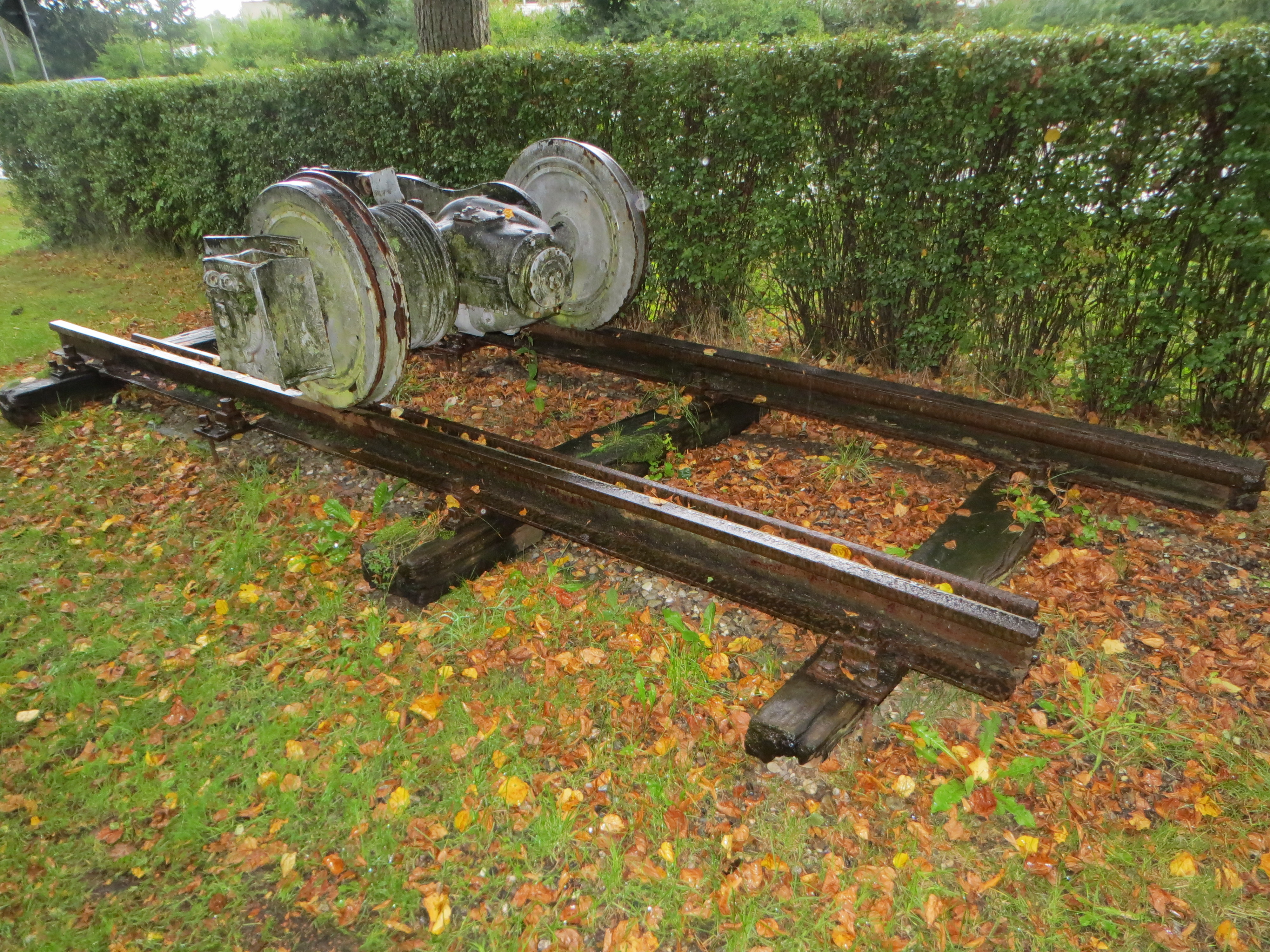
Straßenbahn-Denkmal im Carlisle-Park
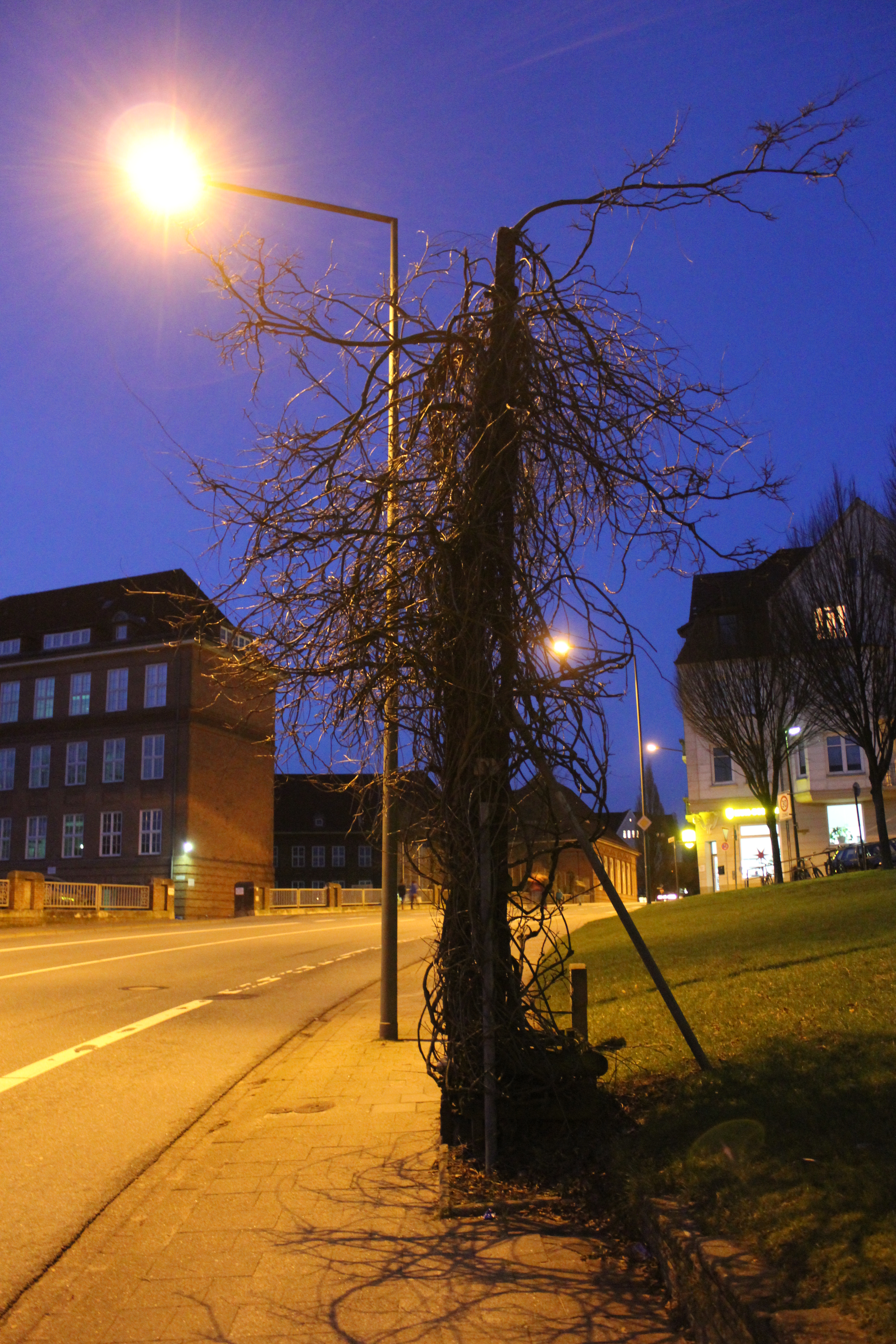
Der letzte Straßenbahnmast in der Bismarckstraße zur Nacht
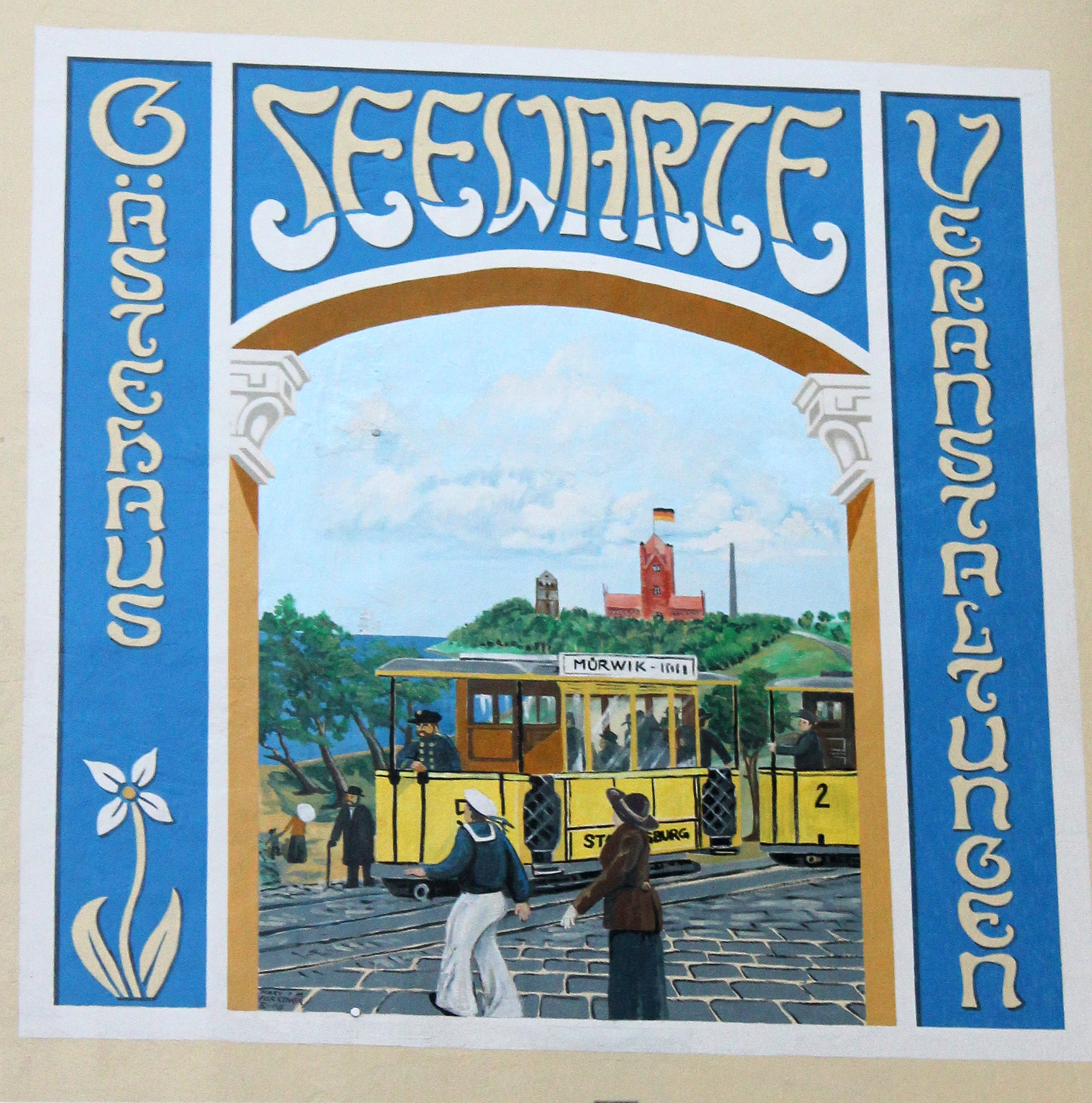
Wagen der Mürwiker Strecke vor der Marineschule Mürwik, als Bild an der Seewarte

## Liniennetz

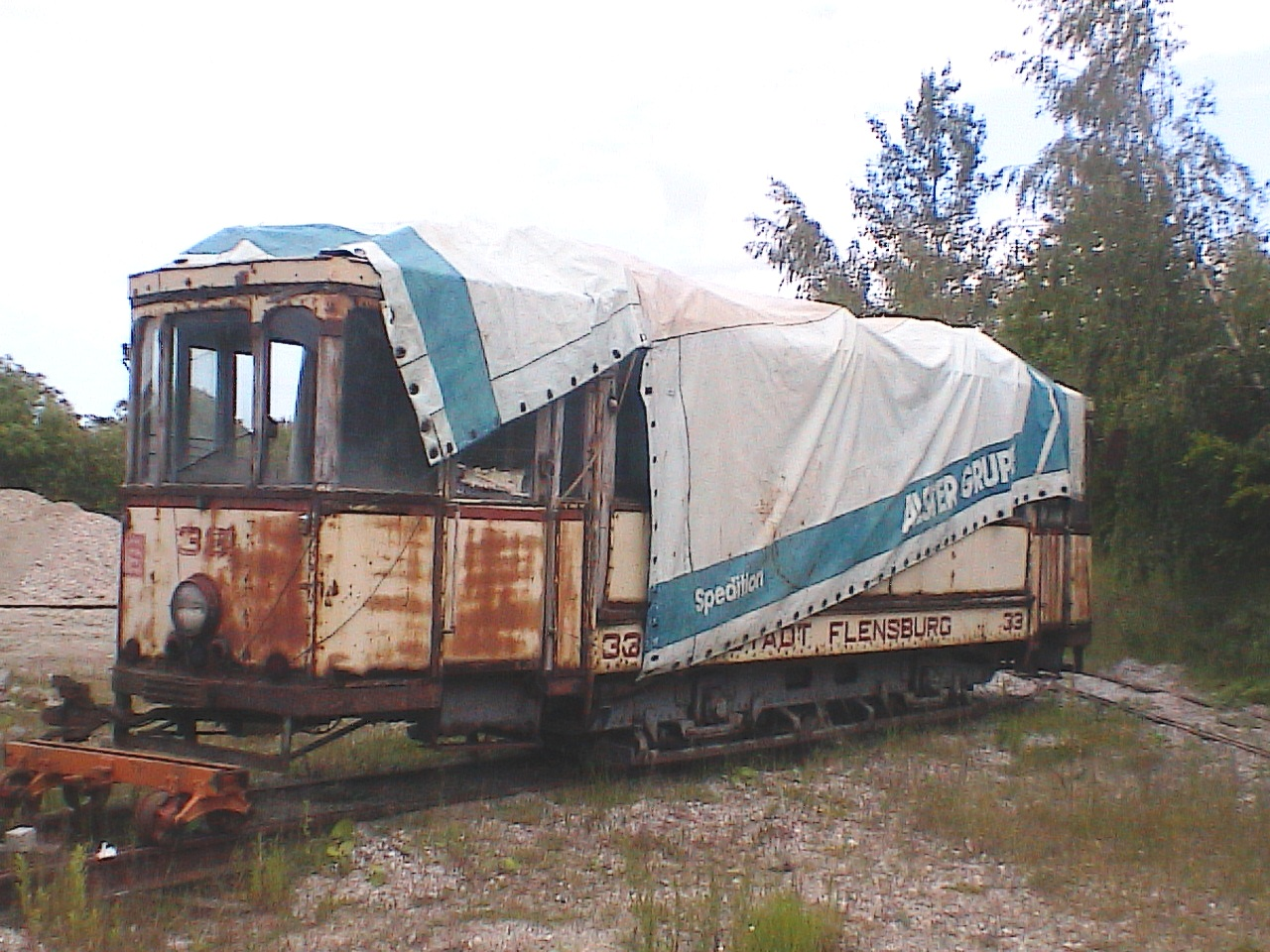
Wagen SFV 33; Ersatzteilspender für das Museum Skjoldenæsholm

Linie 1: 1907: Apenrader Straße – Hafermarkt, 1912: Glashütte – Hafermarkt, 1927–1973: Ostseebadweg – Nordertor – Südermarkt – Bahnhof
Linie 2: 1911: Marienhölzungsweg – Kreisbahnhof, 1943 auf O-Bus umgestellt: Marienhölzungsweg – Rathausstr. – Ballastbrücke
Linie 3: 1912: Glashütte – Mürwik, 1927–1957: Ostseebadweg – Nordertor – Südermarkt – Mürwik, Abbau des Abschnitts Südermarkt – Mürwik
Linie 4: 1925: Apenrader Straße – Glücksburg, 1926–1934: Südermarkt – Glücksburg

## Fahrzeuge
Folgende Fahrzeuge sind erhalten geblieben:
Nr. 40 (1952): Straßenbahnmuseum Skjoldenæsholm
Nr. 33 und 36 (1926): Straßenbahnmuseum Skjoldenæsholm
Nr. 33 befand sich Stand Ende Juli 2013 in unbearbeitetem Zustand in Gera.
Nr. 36 wurde bis Mai 2012 in den Werkstätten des Geraer Verkehrsbetriebs überholt und restauriert.
Bis 2009 erhalten
Nr. 102 (1954): Wagenaufbau in Flensburg bis 2009 erhalten, anschließend verschrottet

## Film
- Dieter Nickel: Auf Schienen durch Flensburg · Alltag und Ende der Flensburger Straßenbahn 1907–1973. Harrislee 2006.